# Мая Енджелоу
Маргарет Енн Джонсон (англ. Marguerite Ann Johnson; 4 квітня 1928, Сент-Луїс, США – 28 травня 2014, Вінстон-Сейлем, США), відома як Ма́я Енджелоу (англ. Maya Angelou) — американська феміністська письменниця, журналістка, кінематографістка, авторка-виконавиця, активістка та політична діячка.
Авторка семи автобіографій, п’яти збірок есеїв, кількох поетичних книг, низки п’єс, кіносценаріїв, телешоу. Має багато нагород й понад 30 почесних докторських ступенів. Автобіографія її життя до 16 років «Я знаю, чому птаха в клітці співає» («I Know Why the Caged Bird Sings») принесла всесвітнє визнання.
Активістка руху за громадянські права. Працювала з Мартіном Лютером Кінгом і Малкольмом Іксом. 1993 року продекламувала свій вірш «На пульсі ранку» (On the Pulse of Morning) під час інавгурації президента Білла Клінтона.
Попри спроби заборонити її книги в деяких бібліотеках США твори Маї Енджелоу широко використовують в школах та університетах по всьому світу. Центром уваги у творах письменниці зазвичай є такі теми, як расизм, фемінізм, особистість, сім’я й подорожі.

## Ранні роки
Народилася 4 квітня  1928  в Сент-Луїсі в родині дієтолога і медсестри. У віці трьох років батьки Маргарет розлучилися. Тато відвіз дівчинку та її на рік старшого брата до своєї бабусі по батьковій лінії, Енні Гендерсон. Чотири роки по тому батько повернув дітей назад до матері в Сент-Луїс.
Коли Маргарет було 8 років, її зґвалтував друг матері, Фріман. Вона зізналася в цьому своєму братові, той розповів родині. Фрімана визнали винним, але помістили у в’язницю лише на один день. Через чотири дні після звільнення його знайшли вбитим. Ймовірно, це вчинив дядько Маргарет. Після смерті Фрімана Маргарет мовчала протягом майже п’яти років, вважаючи, що її голос вбив людину. На думку її колеги й біографки Марсії Енн Гіллеспі, саме в цей період мовчання в ній зародилася любов до книг, уміння слухати й спостерігати за навколишнім світом.
Після вбивства Фрімана Маргарет і її брата знову відправили до бабусі. Вчителька і подруга сім’ї Берта Флорс допомагала їй почати говорити. Крім цього, познайомила з творами таких письменників, як Чарлз Дікенс, Вільям Шекспір, Едгар По, Дуглас Джонсон (історик) та Джеймс Велдон. Коли Маї було 14 років, вони з братом знову повернулись до матері, що тепер проживала в Окленді (Каліфорнія). В 16 почала працювати провідницею трамвая у м. Сан-Франциско. А в 17 років, через три тижні після закінчення школи, народила сина Клайда, який, вирісши, став поетом.
У другій автобіографії М. Енджелоу «Зберіться в ім'я моє» (англ. Gather Together in My Name, 1974) вона розповідає про себе у віці від 17 до 19 р.: про життя матері-одиначки, якій довелося працювати сутенеркою, кухаркою в ресторані та повією.